# Mar tempestuós
Mar Tempestuós és una pintura sobre tela feta per Ramon Martí Alsina durant l'últim quart del segle xix i que es troba conservada actualment a la Biblioteca Museu Víctor Balaguer, amb el número de registre 240 d'ençà que va ingressar l'any 1884, provinent la col·lecció privada de Víctor Balaguer i Cirera.

## Descripció
Marina en la qual un mar tempestuós ocupa el terç inferior de la composició, mentre que el cel ple de núvols de tempesta és en els dos terços superiors d'aquesta. Les ones i el cel són tractats amb un notable sentit èpic. Típic exemple de marina de Martí Alsina, que se centra en temes simples i naturals en la primera part de la seva trajectòria: paisatges, marines i retrats, temes que atreien la burgesia creixent. No està datada però és anterior a l'any d'obertura del Museu. Per les seves dimensions estem parlant d'un projecte ambiciós per part de l'artista que amb el seu dinamisme i la seva tècnica esbossada compagina modernitat i un caràcter agradós al públic.

## Inscripció
Al quadre es pot llegir la inscripció "Barcelona, 1825 =Ramon Martí Alsina, Barcelona, 1894. Tempestad en el Mar".